# المهمنداري
المهمنداري (1024 - 1105 ميلادي) هو أحمد بن محمد بن عبد الوهّاب الحلبي المهمنداري العالم والمفكر السوري الكبير ولد ب حلب سنة 1024 هجرية، أخذ عن والده العلم وهو قاضي أيوب بالقسطنطينية اتقن الكثير من العلوم، قدم إلى دمشق واستوطن فيها ونبغ في العلوم واجتمع بكبار علمائها، تولى نيابة الباب ب دمشق وعرف واشتهر بفتاويه وشروحاته في التفسير.